# Adrian Belew
Adrian Belew (født 23. december 1949 som Robert Steven Belew) er en amerikansk musiker. Han er primært kendt som guitarist, men spiller også en lang række andre instrumenter.
Belew var medlem af den progressive rock-gruppe King Crimson, som han sluttede sig til i 1981. Han har også udgivet en række soloalbum for Island Records og Atlantic Records og arbejdet sammen med mange andre musikere. Han blev nomineret til en Grammy i 2005 for sin single "Beat Box Guitar" i kategorien Best Rock Instrumental Performance.
Belew er velanset for sine bidrag til forskellige kunstneres indspilninger. Hans gennembrud kom da han blev opdaget af Frank Zappa på et spillested i Nashville. I 1977 blev han en del af Frank Zappas band og optrådte bl.a. i koncertfilmen Baby Snakes fra 1979 og på Zappas kontroversielle album Sheik Yerbouti. I 1979 spillede han leadguitar på David Bowies album Lodger og deltog i Bowies Stage-verdensturné i 1978 og Sound + Vision-turneen i 1990.
Belew har desuden medvirket på Remain in Light fra 1980 af Talking Heads, Lights Out af Peter Wolf og Paul Simons skelsættende album Graceland fra 1988. I midten af 1980'erne arbejdede han sammen med Laurie Anderson og var med i hendes koncertfilm Home of the Brave. I 1990'erne bidrog han på to Nine Inch Nails-album, The Downward Spiral og The Fragile.
Sidst i 1980'erne dannede Belew popgruppen The Bears med tidligere Raisins-medlemmer og udgav to album, The Bears og Rise and Shine. Et tredje album, Car Caught Fire, udkom i 2001.
Han spiller en fremtrædende rolle på Tori Amos' coveralbum fra 2001, Strange Little Girls. Han har også spillet leadguitar på Porcupine Trees album Deadwing (2005), såvel som på et nummer på William Shatners album, Has Been, fra 2004.
Han har endda optrådt i en række japanske reklamer for selskabet Daikin, hvor han efterlignede dyrelyde på sin elektriske guitar og optrådte som dirigent for et orkester, hvor alle medlemmer var ham selv på guitar.